# Aristiopsis tumidus
Aristiopsis tumidus är en kräftdjursart. Aristiopsis tumidus ingår i släktet Aristiopsis och familjen Lysianassidae. Inga underarter finns listade i Catalogue of Life.